# White Pine County
White Pine County är ett administrativt område i delstaten Nevada, USA. År 2010 hade countyt 10 030 invånare. Den administrativa huvudorten (county seat) är Ely.
Great Basin nationalpark ligger i countyt.

## Geografi
Enligt United States Census Bureau har countyt en total area på 23 043 km². 22 989 km² av den arean är land och 54 km² är vatten.

### Angränsande countyn
- Elko County, Nevada - nord
- Eureka County, Nevada - väst
- Nye County, Nevada - sydväst
- Lincoln County, Nevada - syd
- Millard County, Utah - öst
- Juab County, Utah - öst
- Tooele County, Utah - nordöst